# Artur Petzoldt

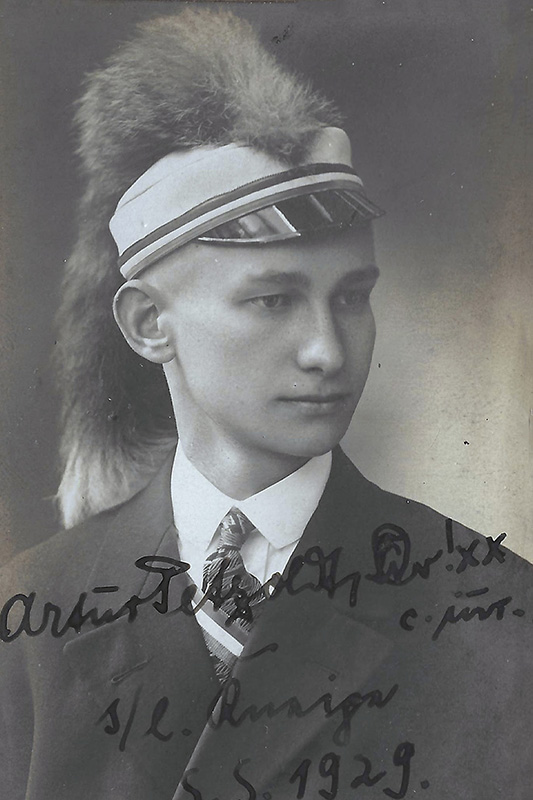
Artur Petzoldt als Marburger Wingolfit

Artur Petzoldt (* 2. Juni 1908 in Rheydt; † 11. August 1972 in Wesel) war Präsident der Bundesbahndirektion Hamburg.

## Leben
Artur Petzoldt studierte ab 1928 Rechts- und Staatswissenschaften in Köln und Marburg, wo er dem Kölner und Marburger Wingolf beitrat. Er legte 1934 seine große juristische Staatsprüfung ab und trat 1935 in den Reichsbahndienst ein.
1938 wurde er wissenschaftlicher Hilfsarbeiter im Reichsverkehrsministerium. Von 1942 bis 1944 war Artur Petzoldt Personaldezernent im Arbeitseinsatz bei der Reichsverkehrsdirektion Kiew und bei der Hauptverkehrsdirektion Brüssel. 1944 wurde er Soldat.
Nach dem Krieg wurde er 1952 Finanzdezernent der Bundesbahndirektion Essen, 1960 Referent in der Finanzabteilung der Hauptverwaltung der Deutschen Bundesbahn in Frankfurt am Main. Von 1964 bis 1972 war er Präsident der Bundesbahndirektion Hamburg. Gemeinsam mit Max Mroß, dem Vorstandsvorsitzenden der Hamburger Hochbahn, war er erstes Präsidiumsmitglied des Hamburger Verkehrsverbundes. Von 1966 bis zu seinem Tod 1972 war er Mitglied des Präsidiums.
Artur Petzoldt wurde in seiner Geburtsstadt beigesetzt.

## Werke (Auswahl)
- Wohnungsfürsorge der Deutschen Reichsbahn im national-sozialistischen Reich. Zeitschrift für das gesamte Eisenbahn-Sicherungs- und Fernmeldewesen, Berlin, 1940.
- Der Jahresabschluss der Deutschen Bundesbahn für das Geschäftsjahr 1959. Die Bundesbahn, Heft 23/24, 1960.
- Der Hafen und die Eisenbahn–Deutsche Bundesbahn und Hafen Hamburg in enger Zusammenarbeit. 1964.
- Der Hamburger Verkehrsverbund. Die Bundesbahn, Nr. 23, 1965.
- Bundesbahn, Seehäfen und Seeverkehr. Hansa, Band 102, 1965.